# Намацій
Намацій (лат. Namatius; 485/486 — 17 листопада 559) — ректор (намісник) і патрикій Провансу в 548—559 роках, єпископ В'єннський, канонізований як святий Наамат.

## Життєпис
Походив зі знатного роду Провансу, можливо був нащадком Клавдія Рутілія Намаціана. Його дружина походила з роду попереднього патрикія Провансу — Парфенія та була пов'язана з родом Еннодіїв. Народився 485 або 486 року. Зробив гарну кар'єру, оскільки вже 529 року значиться як vir illuster (один з вищих придворних титулів). Тоді ж брав участь у соборі в Оранжі, який засудив різні церковні секти.
Можливо обіймав посаду ректора під час відсутності Парфенія в Провансі. У 548 році після смерті останнього призначається також патрикієм Провансу. 553 року також стає єпископом В'єнни. Помер 559 року.

## Родина
Дружина — Євфразія.